# Fräkentjärnen (Lycksele socken, Lappland, 719725-165670)
Fräkentjärnen är en sjö i Lycksele kommun i Lappland och ingår i Umeälvens huvudavrinningsområde.